# Жанаказан
Жанаказа́н (каз. Жаңақазан) — село у складі Жангалинського району Західноказахстанської області Казахстану. Адміністративний центр Жанаказанського сільського округу.
У радянські часи село називалось Нова Казанка.
Населення — 1823 особи (2021; 2240 у 2009, 2447 у 1999, 2233 у 1989).